# 六条有起
六条有起（ろくじょう ありおき、元禄14年（1701年）11月23日 - 安永7年（1778年）9月9日）は、江戸時代中期の公卿。

## 官歴
- 宝永7年（1710年）：従五位上、侍従
- 正徳2年（1712年）：正五位下
- 正徳4年（1714年）：左少将
- 享保元年（1716年）：従四位下
- 享保4年（1719年）：従四位下
- 享保5年（1720年）：従四位上
- 享保7年（1722年）：正四位下
- 享保11年（1726年）：従三位
- 享保18年（1733年）：正三位
- 元文2年（1737年）：参議
- 元文3年（1737年）：近江権守
- 元文4年（1738年）：東照宮奉幣使
- 寛保2年（1742年）：権中納言
- 寛保3年（1743年）：従二位
- 宝暦3年（1753年）：正二位

## 系譜
- 父：六条有藤
- 弟：六条有栄
- 弟：櫛笥隆望